# Свет, Владимир
Владимир Свет (эст. Vladimir Svet, род. 11 марта 1992, Таллин, Эстония) — эстонский политический деятель, министр инфраструктуры Эстонии с 23 июля 2024 по 11 марта 2025 года. Вице-мэр Таллина по вопросам транспорта с 26 ноября 2021 по 12 апреля 2024 года. Бывший старейшина районов Ласнамяэ и Кесклинн. Состоял в Центристской партии с января 2011 года по апрель 2016 года и затем с марта 2018 года по 21 июля 2024 года, после чего вступил в ряды Социал-демократической партии Эстонии.

## Биография

### Образование и карьера
В 2011 году окончил Таллиннскую гуманитарную гимназию. В 2015 году окончил юридический факультет Тартуского университета, в этом же университете в 2017 получил магистерскую степень. Темой магистерской работы была самоорганизация эстонского парламента Рийгикогу. Для работы над работой Свет получил престижную парламентскую стипендию имени Аугуста Рея.
С 24 ноября 2017 года до 10 марта 2020 года был старейшиной столичного района Кесклинн. До этого Свет работал в районной управе, а также был советником канцлера права в 2016—2017 годах.
С 10 марта 2020 по 26 ноября 2021 являлся старейшиной самого крупного столичного района Ласнамяэ. Большую часть жизни Владимир прожил в этом районе.
Родной язык Света — русский, также владеет эстонским и английским языками.

### Политическая деятельность
Владимир Свет является членом Центрийской партии Эстонии с начала работы на посту старейшины Кесклинна. До этого он также был членом этой партии с января 2011 по апрель 2016 года.
На парламентских выборах в 2019 году набрал 980 голосов и прошел в парламент, но отказался от мандата и продолжил работу в качестве старейшины Кесклинна.
На муниципальных выборах в 2021 году выдвигался в столичном районе Ласнамяэ, где получил 3374 голосов и прошел в городское собрание Таллина. В результате формирования коалиции с Социал-демократической партией стал вице-мэром по вопросам коммунального хозяйства и окружающей среды.
По результатам парламентских выборов 2023 года избран депутатом Рийгикогу XV созыва, но отказался от мандата, чтобы сохранить пост вице-мэра Таллина. Его место занял Энн Ээсмаа.
После потери должности вице-мэра Таллина и перехода всей Центристской партии в апреле 2024 года в оппозицию, Владимир Свет принял решение вступить в ряды Социал-демократической партии Эстонии. Правление Социал-демократов, 21 июля 2024 года, решило выдвинуть Владимир Света на пост министра инфраструктуры Эстонии.

### Другая деятельность
В 2014 году совместно с единомышленниками организовал популярную конференцию TEDxLasnamäe, ставшую первой в Эстонии русскоязычной конференций в формате TEDx. За несколько лет на конференциях выступали десятки деятелей науки, культуры и образования Эстонии, в том числе режиссёр Ильмар Рааг, филолог Роман Лейбов, журналисты Галина Тимченко и Алексей Венедиктов, а также президент Эстонской республики Керсти Кальюлайд.
В декабре 2018 года снялся в серии роликов российского блогера Ильи Варламова и урбаниста Аркадия Гершмана о Таллине.